# Gerlach von Erbach

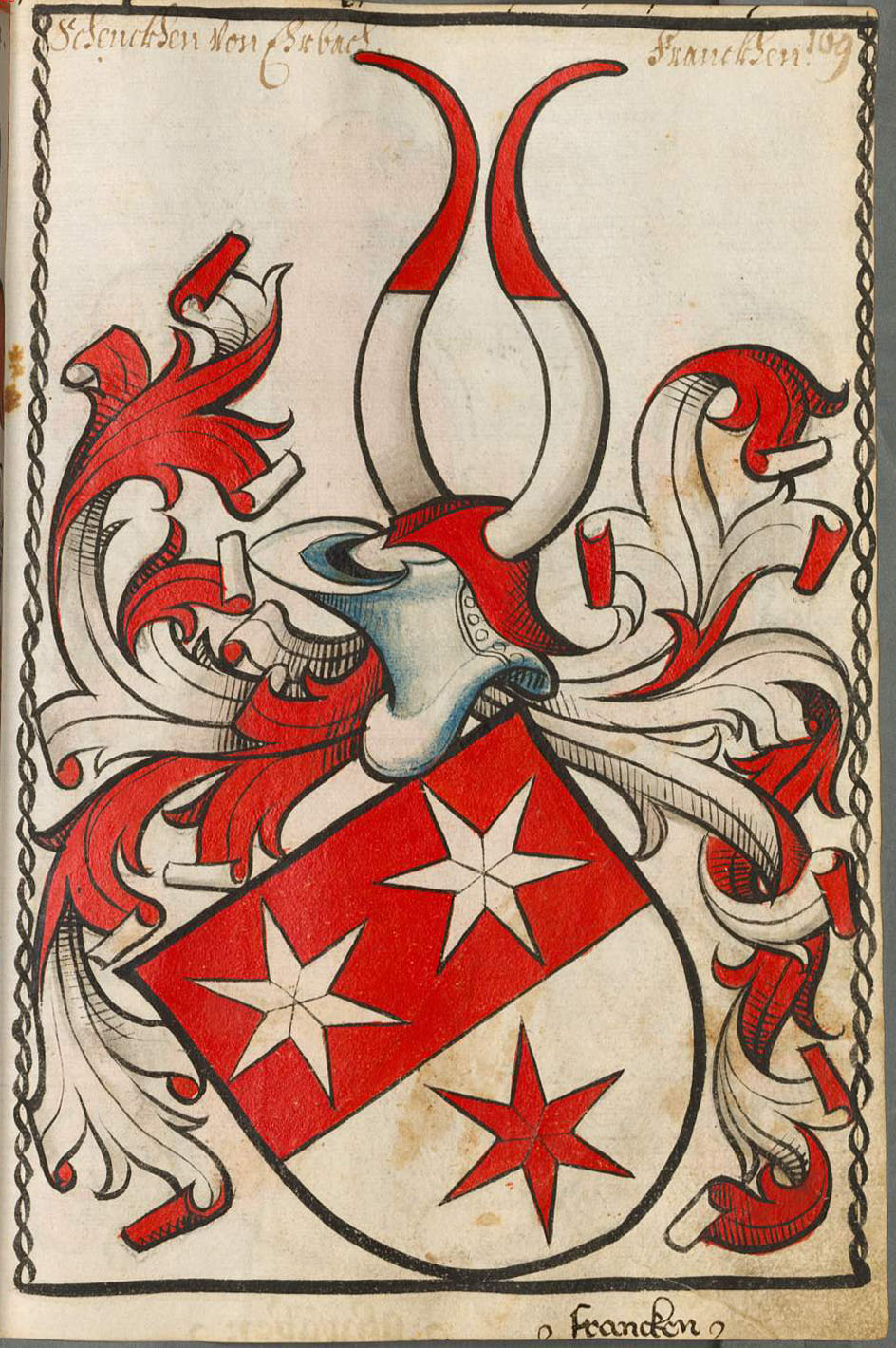
Erbacher Wappen nach dem Scheiblerschen Wappenbuch

Gerlach von Erbach (* im 13. Jahrhundert; † 18. Dezember 1332) war Domherr bzw. Stiftspropst in Speyer und erwählter Bischof von Worms.

## Herkunft
Er entstammte dem alten Adelsgeschlecht der Schenken von Erbach und war der Sohn Eberhard V. von Erbach-Erbach sowie dessen Gattin Agnes Reiz von Breuberg, einer Schwester des Gerlach von Breuberg († 1306).

## Leben
1303 erstmals urkundlich belegt, erscheint Gerlach von Erbach 1323 und 1324 als Wormser bzw. Speyerer Domherr, sowie Archidiakon und Stiftspropst zu St. Allerheiligen. Als solcher wählte ihn das Wormser Domkapitel 1329 zum Bischof von Worms, ohne zu wissen, dass Papst Johannes XXII. bereits Salmann Cleman dazu ernannt hatte.
Gerlach von Erbach versuchte seine Ansprüche durchzusetzen, wurde vom Mainzer Erzbistumsverweser Balduin von Luxemburg anerkannt, vollzog den feierlichen Einzug in Worms und empfing von Kaiser Ludwig IV.  die Regalien. Es entstand ein Schisma, das auch mit seinem Tod im Dezember 1332 nicht endete. Das Domkapitel fand sich erst 1341 unter Androhung von Interdikt und Reichsacht dazu bereit, Salmann Cleman als Oberhirten anzuerkennen. Gerlachs Nachfolger als Speyerer Stiftspropst wurde sein Bruder Engelhard von Erbach († 1346).
Es wird überliefert, dass Gerlach von Erbach strenge Kirchenzucht hielt, was ihn in Konflikt mit dem verweltlichten Teil des Diözesanklerus brachte.
Laut Handbuch der baden-württembergischen Geschichte wurde er ermordet. Beigesetzt hat man ihn im Wormser Dom, vor dem Martinsaltar; sein Epitaph trug die Inschrift: „...erwählter und bestätigter Bischof von Worms“. Der Mainzer bzw. Speyerer Domherr und Klostergründer Konrad von Hirschhorn († 1413) war sein Großneffe.
Gerlach von Erbach ist unter dem 17. Dezember mit einem Jahrgedächtnis im jüngeren Seelbuch des Speyerer Domes eingetragen.